# ادرگاس
ادرگاس (به لاتین: Adergas) در اسلوونی است که در Municipality of Cerklje na Gorenjskem واقع شده‌است.

## خصوصیات
ادرگاس ۱٫۸ کیلومترمربع مساحت و ۲۳۴ نفر جمعیت دارد و ۴۲۲٫۷ متر بالاتر از سطح دریا واقع شده‌است.